# Palthis agroteralis
Palthis agroteralis là một loài bướm đêm trong họ Noctuidae.